# Sven Jonsson
Sven Jonsson (Hudiksvall, 1930. július 15. – ?, 2018. július 24.) svéd nemzetközi labdarúgó-játékvezető.

## Pályafutása

### Nemzeti játékvezetés
Ellenőreinek, sportvezetőinek javaslatára lett az I. Liga játékvezetője. Az aktív nemzeti játékvezetéstől 1978-ban vonult vissza.

### Nemzetközi játékvezetés
A Svéd labdarúgó-szövetség Játékvezető Bizottsága (JB) terjesztette fel nemzetközi játékvezetőnek, a Nemzetközi Labdarúgó-szövetség (FIFA) 1968-tól tartotta nyilván bírói keretében. Több nemzetek közötti válogatott és klubmérkőzést vezetett, vagy működő társának partbíróként segített. Az aktív nemzetközi játékvezetéstől 1977-ben a FIFA 45 éves korhatárát elérve búcsúzott. Válogatott mérkőzéseinek száma: 3.

#### Világbajnokság
A világbajnoki döntőhöz vezető úton Mexikóba a IX., az 1970-es labdarúgó-világbajnokságra a FIFA JB partbíróként alkalmazta.
| Időpont           | Helyszín                | Mérkőzés típusa           | Mérkőzés                | Játékvezető | Eredmény | Nézők száma |
| ----------------- | ----------------------- | ------------------------- | ----------------------- | ----------- | -------- | ----------- |
| 1969. október 15. | Központi Stadion, Kijev | előselejtező (4. csoport) | Szovjetunió–Törökország | Bertil Lööw | 3 : 0    | 71 000      |

## Statisztika

### Nemzetközi válogatott mérkőzései
| #  | Dátum               | Helyszín                   | Hazai      | Eredmény | Vendég      | Kiírás           | Gólok | Esemény |
| -- | ------------------- | -------------------------- | ---------- | -------- | ----------- | ---------------- | ----- | ------- |
| 1. | 1968. június 4.     | Helsinki, Olimpiai Stadion | Finnország | 1 – 3    | Dánia       | Északi bajnokság | -     |         |
| 2. | 1973. május 12.     | Hamburg, Volksparkstadion  | NSZK       | 3 – 0    | Bulgária    | barátságos       | -     |         |
| 3. | 1976. augusztus 25. | Helsinki, Olimpiai Stadion | Finnország | 2 – 1    | Törökország | barátságos       | -     |         |
|    | Összesen            |                            |            | 3        | mérkőzés    |                  |       |         |